# Škoda Favorit
 Denne artikel omhandler Favorit fra 1987. For modellen fra 1936, se Škoda Favorit (1936).
Škoda Favorit samt stationcarudgaven Škoda Forman er en forhjulstrukket lille mellemklassebil fra det tjekkiske bilmærke Škoda Auto, som kom på markedet i 1987 og afløste Škoda 742-serien, som dog fortsat blev bygget sideløbende med Favorit frem til 1990.
I løbet af modellens levetid skiftede firmaet navn flere gange. Modellen kom på markedet under ledelse af det statsejede AZNP, som i 1990 blev til et aktieselskab med navnet Automobilový koncern Škoda og i 1991 skiftede navn til Škoda automobilová. Den moderne forhjulstrukne model var udslagsgivende for Volkswagen AG's trinvise overtagelse af den tjekkoslovakiske stats aktier i Škoda.

## Modelhistorie
Favorit kom på markedet i Danmark i 1989. I 1990 kom der en stationcarudgave med navnet Forman.
I Danmark kunne modellen leveres med to versioner af en firecylindret OHV-benzinmotor med et slagvolume på 1289 cm³: En med 40 kW (54 hk) og en med 46 kW (63 hk, senere 50 kW (68 hk)), model 135 hhv. 136. Begge er baseret på den samme motorblok. Den samtidig med faceliftet i 1993 introducerede 1,3i-motor med 68 hk er modificeret på en række punkter, primært styretider, indsprøjtning, indsugningsmanifold, knastaksel, kolber og topstykke. I visse andre lande findes samme motor også i en mindre udgave på 1137 cm³ med 38 kW (52 hk), model 115.
Efter at motorerne i de første årgange er forsynet med karburator, fik de i 1993 monopoint-indsprøjtning. 54 hk-motoren er beregnet til normalbenzin, og 63/68 hk-motoren til superbenzin. Forbruget ligger alt efter køremåde på mellem 6,0 og 7,5 liter pr. 100 km. Den modificerede motor med monopoint-indsprøjtning udmærker sig ved et reduceret benzinforbrug. Motoren har sideliggende, kædedrevet knastaksel. Frem til faceliftet i 1993 er kun den mindste motor forsynet med reguleret (135 LE/LSE) eller ureguleret (135 L/LS) katalysator.
Oprindeligt var der planlagt en kort version (781, Favorit), en sedan (782), en coupé (783), en stationcar (785, Forman), en pickup (787), en kassevogn (786) og en ambulance (788), men kun versionerne 781, 785 og 787 gik i serieproduktion. Efter Volkswagens overtagelse af Škoda Auto fik modellen i 1993 talrige tekniske og kvalitive forbedringer. I løbet af sin levetid fik modellen mindre modifikationer af karrosseriet, som f.eks. kølergrillen.
Motorerne i Favorit er videreudviklinger af motoren fra den hækmotoriserede Škoda 1000 MB, og blev i modificeret form indsat helt frem til 2003 i Škoda Felicia, Škoda Fabia, Volkswagen Lupo og SEAT Arosa.
Favorit og Forman blev i slutningen af 1994 afløst af Škoda Felicia, som i realiteten er en kraftigt faceliftet og optimeret udgave af Favorit/Forman. Felicia har et stort antal reservedele til fælles med Volkswagens minibiler, men stødstangsmotoren på 1,3 liter er den samme som i Favorit. Senere kom Felicia med mere moderne 1,6-liters benzin- og 1,9-liters dieselmotorer med overliggende knastaksel, ligeledes leveret af Volkswagen. Nogle eksemplarer af Favorit/Forman blev dog først indregistreret første gang i starten af 1995.

## Billeder

### Serieproducerede versioner
- Favorit bagfra
- Škoda Favorit
(1991−1993)
- Škoda Favorit
(1993–1994)
- Den faceliftede Favorit bagfra
- Škoda Forman
(1993–1994)
- Škoda Forman Praktik
(1993−1994)
- Škoda Forman Plus
(1993−1994)
- Škoda Pick-up
(1991−1995)
- Instrumentbræt
- Motor

### Ikke serieproducerede versioner
- Sedan (type 782)
- Coupé (type 783)
- Miniserie af Favorit som cabriolet

## Typenumre
(kan læses ud fra stelnummerets 4. tegn)
- Favorit: A[3]
- Forman: C[4]
- Pick-up: D[5]

## Tekniske data
|                                                | 115 S/L                        | 135 L/LS                       | 135 L/LS            | 135 Le/LSe          | 135 LX/GLX          | 136 L/LS                       | 136 L/LS               | 136 LXi/GLXi        |
| Byggeperiode                                   | 1987−1991                      | 1987−1994                      | 1991−1994           | 1987−1993           | 1993−1994           | 1987−1991                      | 1991−1993              | 1993−1994           |
| Motordata                                      |                                |                                |                     |                     |                     |                                |                        |                     |
| Motorkode                                      | 781.115                        | 781.135                        | 781.135             | 781.135             | 135B                | 781.136                        | 781.136                | 136X                |
| Motortype                                      | R4-benzinmotor                 | R4-benzinmotor                 | R4-benzinmotor      | R4-benzinmotor      | R4-benzinmotor      | R4-benzinmotor                 | R4-benzinmotor         | R4-benzinmotor      |
| Antal ventiler pr. cylinder                    | 2                              | 2                              | 2                   | 2                   | 2                   | 2                              | 2                      | 2                   |
| Ventilstyring                                  | OHV, kæde                      | OHV, kæde                      | OHV, kæde           | OHV, kæde           | OHV, kæde           | OHV, kæde                      | OHV, kæde              | OHV, kæde           |
| Fødesystem                                     | Karburator                     | Karburator                     | Karburator          | Karburator          | Monopoint           | Karburator                     | Karburator             | Monopoint           |
| Katalysator                                    | Ingen                          | Ingen                          | Ureguleret          | Reguleret           | Reguleret           | Ingen                          | Ingen eller ureguleret | Reguleret           |
| Trykladning                                    | –                              | –                              | –                   | –                   | –                   | –                              | –                      | –                   |
| Køling                                         | Vandkøling                     | Vandkøling                     | Vandkøling          | Vandkøling          | Vandkøling          | Vandkøling                     | Vandkøling             | Vandkøling          |
| Boring × slaglængde                            | 75,5 × 63,5 mm                 | 75,5 × 72,0 mm                 | 75,5 × 72,0 mm      | 75,5 × 72,0 mm      | 75,5 × 72,0 mm      | 75,5 × 72,0 mm                 | 75,5 × 72,0 mm         | 75,5 × 72,0 mm      |
| Slagvolume                                     | 1137 cm³                       | 1289 cm³                       | 1289 cm³            | 1289 cm³            | 1289 cm³            | 1289 cm³                       | 1289 cm³               | 1289 cm³            |
| Kompressionsforhold                            | 8,8:1                          | 8,8:1                          | 8,8:1               | 8,8:1               | 8,8:1               | 9,7:1                          | 9,7:1                  | 9,7:1               |
| Maks. effekt ved omdr./min.                    | 38 kW (52 hk) 5200             | 43 kW (58 hk) 5000             | 42 kW (57 hk) 5000  | 40 kW (54 hk) 4800  | 40 kW (54 hk) 5000  | 46 kW (63 hk) 5000             | 50 kW (68 hk) 5500     | 50 kW (68 hk) 5500  |
| Maks. drejningsmoment ved omdr./min.           | 80 Nm 4000                     | 94 Nm 3000                     | 94 Nm 3000          | 93 Nm 3250          | 94 Nm 3250          | 100 Nm 3000                    | 105 Nm 3500            | 100 Nm 3750         |
| Kraftoverførsel                                |                                |                                |                     |                     |                     |                                |                        |                     |
| Drivende hjul                                  | Forhjul                        | Forhjul                        | Forhjul             | Forhjul             | Forhjul             | Forhjul                        | Forhjul                | Forhjul             |
| Gearkasse                                      | 5-trins manuel                 | 5-trins manuel                 | 5-trins manuel      | 5-trins manuel      | 5-trins manuel      | 5-trins manuel                 | 5-trins manuel         | 5-trins manuel      |
| Præstationer (Favorit)                         |                                |                                |                     |                     |                     |                                |                        |                     |
| Topfart                                        | 140 km/t                       | 150 km/t                       | 140 km/t            | 140 km/t            | 137 km/t            | 150 km/t                       | 150 km/t               | 150 km/t            |
| Acceleration 0-100 km/t                        | 17,0 sek.                      | 14,0 sek.                      | 16,0 sek.           | 17,0 sek.           | 17,0 sek.           | 14,0 sek.                      | 13,0 sek.              | 13,0 sek.           |
| Brændstofforbrug pr. 100 km ved blandet kørsel | 7,6 liter Blyfri/ Blyholdig 91 | 7,5 liter Blyfri/ blyholdig 91 | 7,9 liter Blyfri 91 | 7,9 liter Blyfri 91 | 7,8 liter Blyfri 91 | 7,0 liter Blyfri/ blyholdig 95 | 7,4 liter Blyfri 95    | 6,9 liter Blyfri 95 |
| Præstationer (Forman)                          |                                |                                |                     |                     |                     |                                |                        |                     |
| Topfart                                        | –                              | 140 km/t                       | 135 km/t            | 135 km/t            | 135 km/t            | –                              | 140 km/t               | 140 km/t            |
| Acceleration 0-100 km/t                        | –                              | 17,0 sek.                      | 17,0 sek.           | 17,0 sek.           | 17,0 sek.           | –                              | 16,0 sek.              | 16,0 sek.           |
| Brændstofforbrug pr. 100 km ved blandet kørsel | –                              | 7,9 liter Blyfri/ blyholdig 91 | 7,9 liter Blyfri 91 | –                   | 8,3 liter Blyfri 91 | –                              | 8,5 liter Blyfri 95    |                     |
| Præstationer (Forman Plus)                     |                                |                                |                     |                     |                     |                                |                        |                     |
| Topfart                                        | –                              | 130 km/t                       | 130 km/t            | –                   | 130 km/t            | –                              | 130 km/t               | 130 km/t            |
| Acceleration 0-100 km/t                        | –                              | 17,0 sek.                      | 17,0 sek.           | –                   | 17,0 sek.           | –                              | 16,0 sek.              | 16,0 sek.           |
| Brændstofforbrug pr. 100 km ved blandet kørsel | –                              | 8,9 liter Blyfri/ blyholdig 91 | 9,0 liter Blyfri 91 | –                   | 8,3 liter Blyfri 91 | –                              | 8,5 liter Blyfri 95    |                     |
| Præstationer (Pick-up, uden opbygning)         |                                |                                |                     |                     |                     |                                |                        |                     |
| Topfart                                        | –                              | 138 km/t                       | 135 km/t            | –                   | 130 km/t            | –                              | 138 km/t               | 138 km/t            |
| Acceleration 0-100 km/t                        | –                              | 15,0 sek.                      | 16,0 sek.           | –                   | 16,0 sek.           | –                              | 14,0 sek.              | 14,0 sek.           |
| Brændstofforbrug pr. 100 km ved blandet kørsel | –                              | 7,9 liter Blyfri/ blyholdig 91 | 7,9 liter Blyfri 91 | –                   | 8,3 liter Blyfri 91 | –                              | 8,5 liter Blyfri 95    |                     |

1. ↑  I 135 Le/LSe elektronisk styret

### Bemærkninger
- Tilgængeligheden af de enkelte motorer er afhængig af version og land.
- Motorerne er af fabrikanten ikke godkendt til brug med E10-brændstof.[7]